# Alpha Baltic-Maratoni.lv/2016
Deze pagina geeft een overzicht van de Alpha Baltic-Maratoni.lv wielerploeg in 2016.

## Transfers
| Inkomend        | Team 2015      | Uitgaand           | Team 2016      |
| --------------- | -------------- | ------------------ | -------------- |
| Valters Cakks   | Rietumu-Delfin | Maris Bogdanovics  | Rietumu-Delfin |
| Davis Persevics | Onbekend       | Martins Savickis   | Onbekend       |
| Andris Smirnovs | Rietumu-Delfin | Martins Trautmanis | Onbekend       |

## Renners
| Naam                          | Geboortedatum    | Nationaliteit | Ploeg 2015     |
| ----------------------------- | ---------------- | ------------- | -------------- |
| Ansis Bremanis                | 15 februari 1994 | Letland       |                |
| Valters Cakks                 | 8 april 1996     | Letland       | Rietumu-Delfin |
| Sandis Eislers                | 2 juli 1993      | Letland       |                |
| Ingus Eislers                 | 28 januari 1988  | Letland       |                |
| Vitalijs Kornilovs            | 17 juli 1979     | Letland       |                |
| Arnis Lazdins                 | 8 januari 1996   | Letland       |                |
| Viesturs Lukševics            | 16 april 1987    | Letland       |                |
| Davis Persevics (vanaf 15/03) | 2 februari 1997  | Letland       | Onbekend       |
| Kristofers Racenajs           | 13 december 1985 | Letland       |                |
| Kaspars Sergis                | 12 juni 1992     | Letland       |                |
| Andris Smirnovs               | 6 februari 1990  | Letland       | Rietumu-Delfin |
| Lauris Spillers               | 19 februari 1974 | Letland       |                |

## Kalender (profwedstrijden)
| Wedstrijd              | Datum               | Categorie |
| ---------------------- | ------------------- | --------- |
| Ronde van Turkije      | 24 april-1 mei 2016 | 2.HC      |
| Ronde van Azerbeidzjan | 4-8 mei 2016        | 2.1       |
| Ronde van Estland      | 27-28 mei 2016      | 2.1       |

2011 · 2012 · 2013 · 2014 · 2015 · 2016